# 德川齊溫
德川齊溫（日语：／ Tokugawa Nariharu，1819年7月20日—1839年5月3日），日本江戶時代後期大名，尾張藩第十一代藩主、御三家之一尾張德川家第十一代當主。尾張藩第十代藩主德川齊朝堂弟。父親為第十一代將軍德川家齊第十九子，母親為戶田政方之女側室於瑠璃之方，正室為田安齊匡之女愛姫（俊恭院）。官位從二位權大納言。第十二代將軍德川家慶的異母弟、第十三代將軍德川家定及第十四代將軍德川家茂的叔父。

## 生平
文政2年（1822年）6月13日，德川齊溫成為叔父尾張藩第十代藩主德川齊朝的養嗣子。文政10年（1827年）8月15日，35歲的齊朝決定退位隱居，由當時年僅9歲的德川齊溫繼承藩主之位。
天保10年（1839年）3月20日，由於德川齊溫健康狀況不佳，直到他當了12年藩主後以21歲之齡去世。他死前並無後嗣，由他的異母兄德川齊莊（德川家齊第十二子）為齊溫的養子，繼承尾張藩。
德川齊溫的法號為良恭院殿讓譽盛德源僖大居士。墓所為名古屋市東區筒井之建中寺。